# 栗原市
栗原市（日语：／ Kurihara shi */?）是位於日本宮城縣西北部的城市，也是縣內面積最大的城市。西北部的栗駒山等地位於栗駒國定公園的範圍內，當地人口則多集中在志波姬的市中心地區。栗原市在江戶時代為仙台藩的城下町與奧州街道沿途的宿場町。現時因東北自動車道等道路通過轄區內，加上東北新幹線在市內設置栗駒高原車站，使栗原市成為重要的交通樞紐。 

## 地理
栗原市境內約55.4%的面積被山林與原野覆蓋，21.9%的土地為農業用地。轄區西北部多為森林與原野，奧羽山脈坐落於市內，東部則多為平原地帶。迫川、二迫川、三迫川、善光寺川等河皆流經市內，上述河川的沿岸地區則多為耕地。位於東南部的伊豆沼與内沼為登陸在濕地公約的重要濕地，西北部的栗駒山與花山地區則位於栗駒國定公園的範圍內。

### 氣候
根據統計，2011年至2020年栗原市平地的年均溫11.5℃，年均降雨量為1213毫米；山區的年均溫為8.7℃，年均降雨量則為2175毫米。當地屬於內陸性氣候，春季時會被高氣壓覆蓋，在晴朗無雲且風勢較弱的夜晚容易降霜。而當低氣壓通過轄區上空後，從奧羽山脈吹來的西風容易在當地引起焚風。栗原市的梅雨季落在6月中旬至7月中旬，自太平洋吹來的山背在當地造成多雲且陰雨綿綿的天氣。冬季時隨著西北季風從日本海飄來的雪雲會在奧羽山脈一帶降雪，而栗原市西北部地區的降雪量也因此較多。

## 歷史
栗原市自舊石器時代便有人類居住，市內各地散布著許多同時代的遺跡。奈良時代，日本朝廷在栗原地區建立伊治城，作為對蝦夷政策的據點。江戶時代，當地隸屬於仙台藩，並作為其城下町與奧州街道的宿場町而相當活躍。而當時花山地區連結仙台藩與久保田藩的街道上則有設置檢查旅人行李的「仙台藩寒湯番所跡」，其遺跡於近代被認定為日本的史跡。
平成17（2005年）年4月1日，築館町、若柳町、栗駒町、高清水町、一迫町、瀨峰町、鶯澤町、金成町、志波姬町與花山村合併成現今的栗原市。

## 行政
栗原市現任市長佐藤智於2025年4月在選舉中成功連任，其任期將持續至2029年4月；此次選舉的投票率為67.67%，創下當地史上新低。

## 經濟
根據日本2015年的國勢調查的統計，栗原市的就業人口中有14.7%從事第一級產業，28%的就業人口從事第二級產業，其餘的57.2%則從事第三級產業。當地的農業以生產稻米與畜產等農產品為主，是宮城縣內重要的稻米生產地。根據統計，2021年栗原市的水稻種植面積約佔全縣總種植面積的15%，大豆的種植面積則佔全縣的7%。而其農業生產額約佔縣内農業生產總額的12%，位居宮城縣內第三。

## 教育
栗原市内共有11所小學校、6所中學校與4所高等學校。根據2023年5月的統計，市內的小學校學生總人數為2245名，中學校共有1245名學生，高等學校則共有1076名學生。

## 交通
國道4號、國道398號、國道457號與東北自動車道皆通過栗原市。其中東北自動車道在市內設置築館交流道、若柳金城交流道與2個停車區。鐵路方面，東日本旅客鐵道的東北新幹線和東北本線通過轄區内。東北新幹線在市區東北方設置栗駒高原車站，東北本線則分別在東北部與東南部地區設置瀨峰車站和有壁車站。

## 姐妹城市
栗原市與以下日本城市為友好姐妹城市:
| 城市     | 都縣   | 締結日期      |
| -------- | ------ | ------------- |
| 秋留野市 | 東京都 | 2006年2月10日 |

栗原市與以下國外城市為姐妹城市:
| 國家     | 城市             | 締結日期       |
| -------- | ---------------- | -------------- |
| 中華民國 | 南投市（南投縣） | 2020年11月23日 |